# Армада Галлея

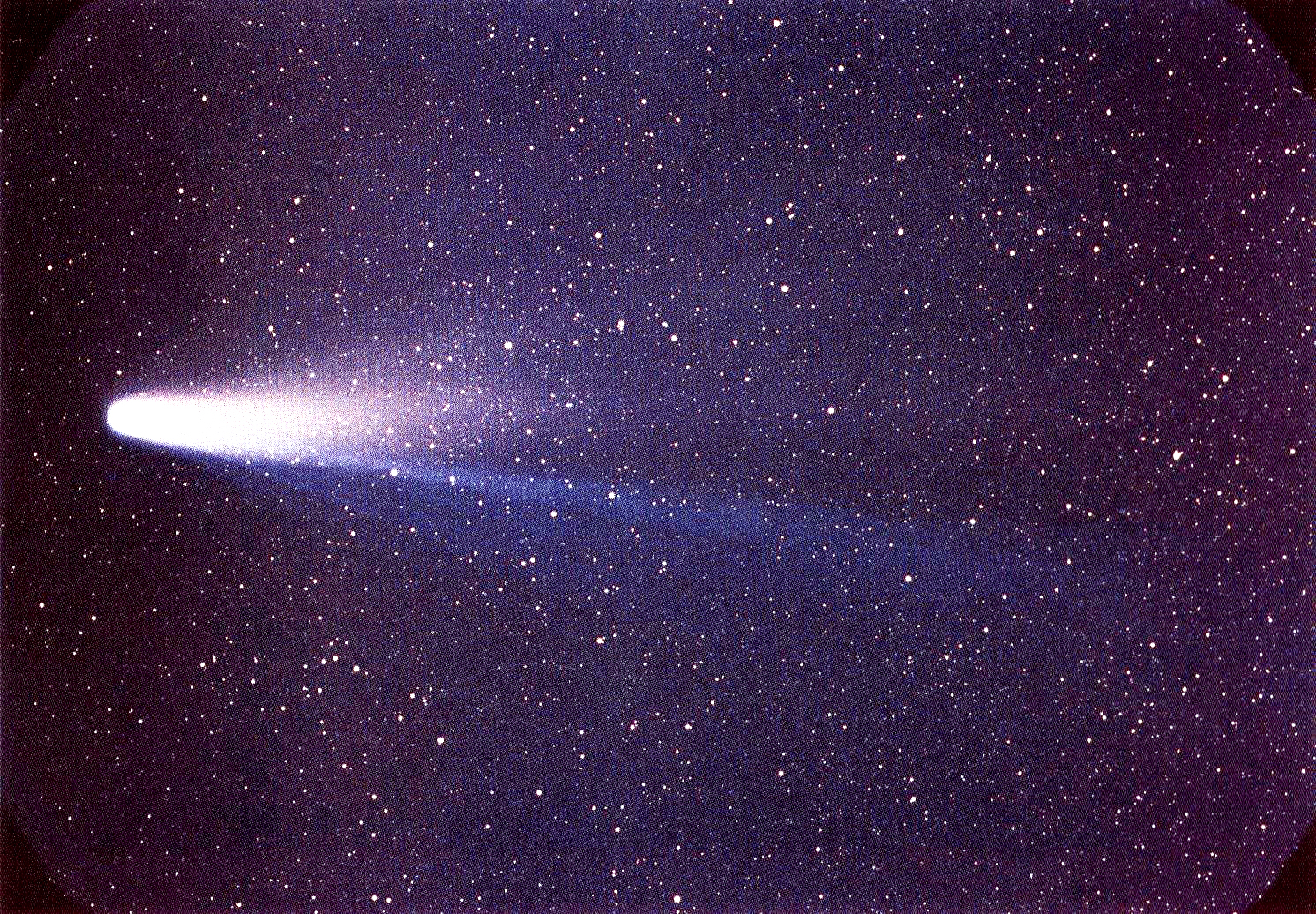
Комета Галлея в 1986 році

Армада Галлея — це назва серії космічних зондів, п'ять з яких були успішними, надісланих для дослідження комети Галлея під час її перебування у внутрішній частині Сонячної системи в 1986 році, пов'язаної з появою «1P/1982 U1». Армада включала один зонд Європейського космічного агентства, два зонди, які були спільними проектами Радянського Союзу та Франції, і два зонди Інституту космічної та астронавтичної науки в Японії. Примітно, що НАСА не надало зонд для Армади Галлея.

## Основні космічні зонди

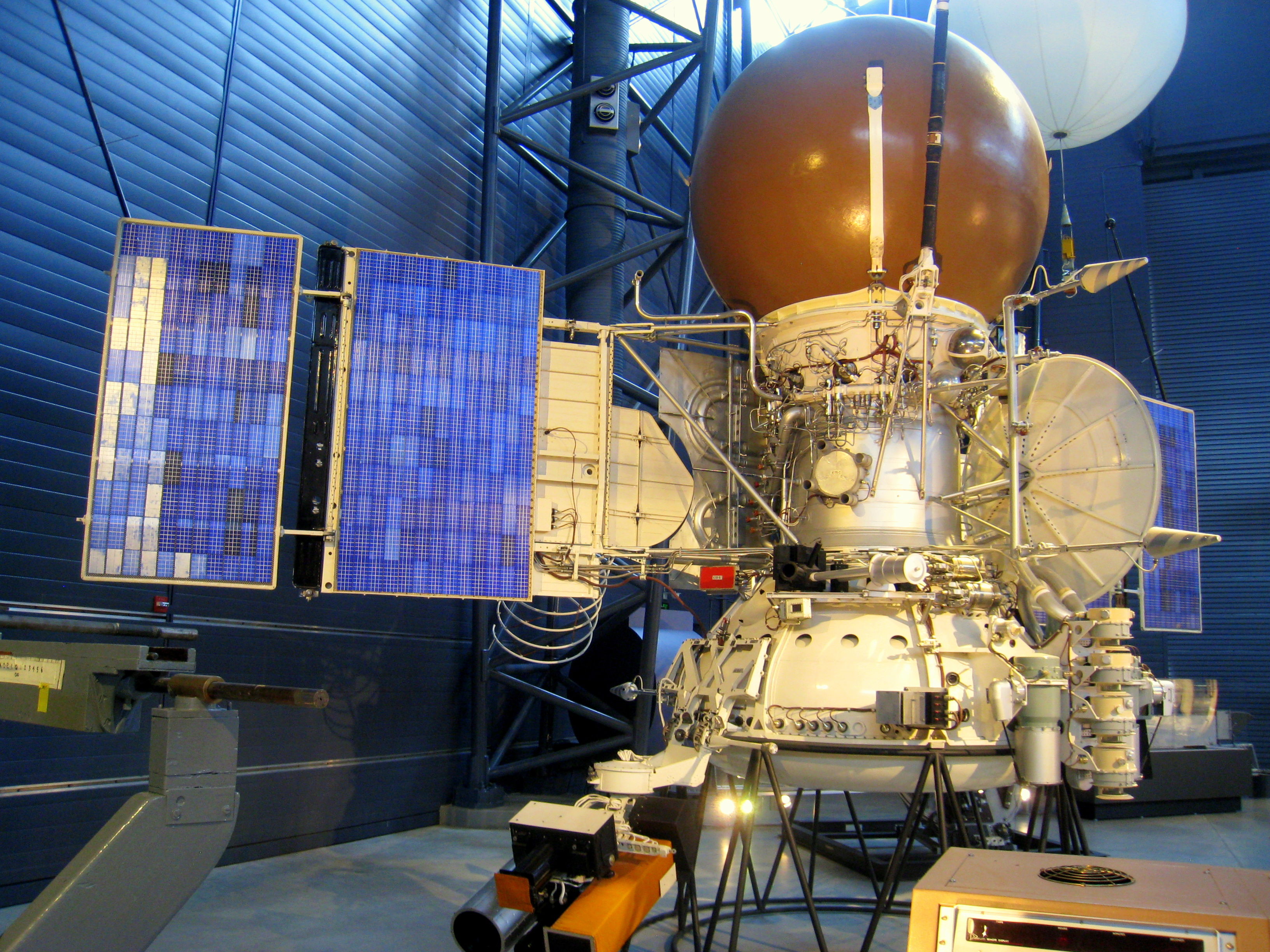
Модель зонда Vega

Задіяні зонди (у порядку найближчого підходу):
- Джотто (596 км), перший космічний зонд, який отримав кольорові зображення ядра комети великим планом. (ESA)
- Вега 2 (8030 км), який скинув зонд із повітряної кулі та посадковий модуль на Венері перед тим, як відправитися на Галлей. (СРСР/Франція Інтеркосмос)
- Вега 1 (8889 км), який скинув зонд з повітряної кулі та посадковий модуль на Венері перед тим, як відправитися на Галлей. (СРСР/Франція Інтеркосмос)
- Suisei (151 000 км), також відомий як PLANET-A. Дані з Sakigake були використані для вдосконалення Suisei для його спеціальної місії з вивчення Галлея. (ISAS)
- Sakigake (6,99 мільйона км), перший японський зонд, який покинув земну систему, головним чином тест технології міжпланетної місії. (ISAS)

Без вимірювань інших космічних зондів найближча відстань до Джотто становила б 4000 км замість 596 км досягнуто.